# Léonard Dhejju
Léonard Dhejju (* 14. März 1931 in Dele; † 4. Juni 2019 in Bunia) war ein kongolesischer Geistlicher und römisch-katholischer Bischof von Bunia.

## Leben
Léonard Dhejju studierte Theologie an der Katholischen Universität Lovanium von Kinshasa (ehemals Leopoldville). Er empfing am 23. August 1959 die Priesterweihe für das Bistum Bunia.
Papst Johannes Paul II. ernannte ihn am 26. März 1981 zum Bischof von Uvira. Der Erzbischof von Bukavu, Aloys Mulindwa Mutabesha Mugoma Mweru, spendete ihm am 19. Juli desselben Jahres die Bischofsweihe; Mitkonsekratoren waren Gabriel Ukec, emeritierter Bischof von Bunia, und Tharcisse Tshibangu Tshishiku, Weihbischof in Kinshasa.
Am 2. Juli 1984 wurde er zum Bischof von Bunia ernannt. Am 6. April 2002 nahm Johannes Paul II. seinen vorzeitigen Rücktritt an.

## Schriften
- „Fleuris là où Dieu t'a semé. Histoire d'une vie“, L'Harmattan 2015, ISBN 978-2-343-05044-7